# Сучасне вимирання амфібій

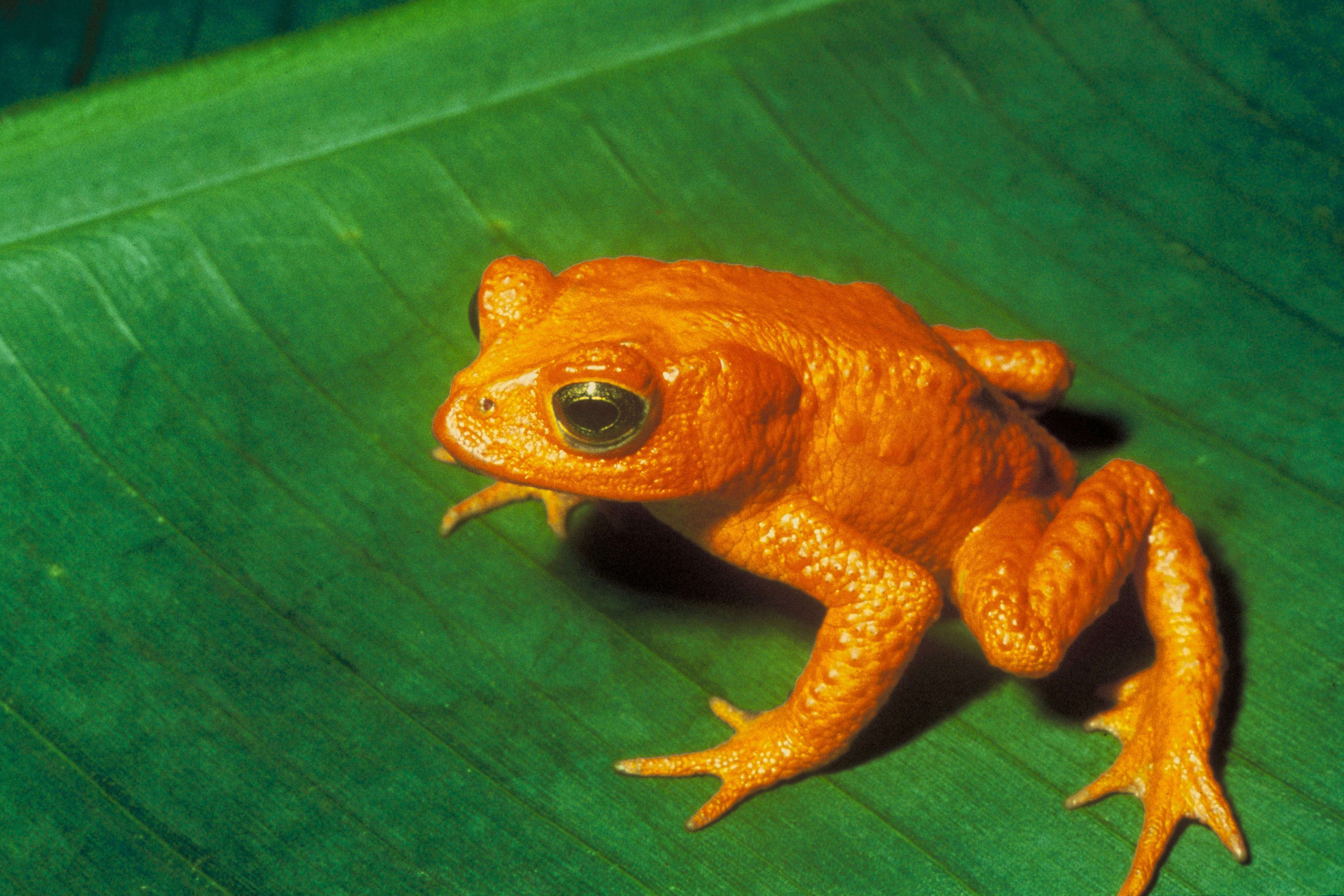
Золотиста жаба з Monteverde, Коста-Рика, виявилася однією з перших жертв скорочення чисельності земноводних. Хоч раніше її бачили часто, 1989 року цей вид зник безслідно

Різке скорочення чисельності земноводних, зокрема масове локальне вимирання, стало помітним з 1980-х років скрізь у світі. Це скорочення трактують як одну з головних загроз для глобального біорізноманіття, а причинами його вважають декілька чинників, серед яких хвороби, руйнування і зміна місць існування, експлуатація, забруднення, використання пестицидів, інтродуковані і інвазійні види, зміна клімату, а також підвищення рівня ультрафіолетового випромінювання типу Б (UV-B). У той же час багато причин скорочення чисельності земноводних досі слабо вивчені і є об'єктом досліджень. Розрахунки, ґрунтовані на темпах скорочення, передбачають, що поточний темп скорочення міг би бути в 211 раз вищий за фонове скорочення; оцінка зростає до рівня 25039-45474 крат у разі включення в розрахунок видів, яким загрожує небезпека.

## Ресурси Інтернету
- FrogWeb: Amphibian Declines & Malformations
- IUCN Red List — Amphibians [Архівовано 1 липня 2014 у Wayback Machine.] — assesses the current status of amphibian species worldwide (incorporates the Global Amphibian Assessment)
- AmphibiaWeb [Архівовано 12 березня 2017 у Wayback Machine.] — provides background information on amphibian declines.
- Reptile Amphibian & Pesticide (RAP) Database
- Weedicide induced feminization [Архівовано 3 березня 2016 у Wayback Machine.]
- Photos of Sick Frogs at Queensland Frog Society